# 楊一葵 (崇禎進士)
楊一葵（？—17世紀），字夢得，浙江杭州府餘杭縣人，明朝、南明政治人物。

## 生平
楊一葵是崇禎十五年（1642年）舉人，次年（1643年）聯捷進士，弘光年間獲授禮部主客主事。他刻苦讀書，但不求進取，成進士後穿著依然像儒生一樣。清朝曾徵召他，他過淮河以後折返回鄉，在閑林隱居，卒年六十餘。

## 引用
1. 1 2  錢海岳《南明史·卷三十一·列傳第七》：（弘光）時禮部司官：……楊一葵，字夢得，餘杭人。崇禎十六年進士。主客主事。清召不出。
2. ↑  嘉慶《餘杭縣志·卷二十三·選舉表一》：崇禎十五年壬午（舉人）……楊一葵 有傳，又見進士
3. ↑  嘉慶《餘杭縣志·卷二十七·儒學傳》：楊一葵，字夢得，崇禎癸未進士。生平閉戶誦讀，無競躁之志，及成進士，仍被服如儒生；後奉國朝搜羅遺逸，赴召京師，涉淮而返，居邑之閑林，年六十餘卒。